# Pogrzeb żuru i śledzia
Pogrzeb żuru i śledzia – dawny ludowy zwyczaj wielkanocny (obchodzony głównie na Kujawach), polegający na tak zwanym wybijaniu żuru, czyli tłuczeniu garnków napełnionych popiołem, gnojem, błotem i innymi nieczystościami o drzwi i okna domów po to, aby te drzwi i okna ubrudzić.

## Kuchnia postna
W trakcie rygorystycznie przestrzeganego wielkiego postu jedzenie najczęściej ograniczało się do żuru i śledzi. Nie jedzono nie tylko mięsa i tłuszczów zwierzęcych, ale również nabiału i cukru. Kiedy więc post dobiegał końca, tradycją w Wielki Piątek wieczorem lub w Wielką Sobotę rano był tzw. pogrzeb żuru i śledzia, będący symboliczną zemstą na uprzykrzonym postnym jadle, co oznaczało koniec pokuty.

## Opis obchodu według Oskara Kolberga
„Od komina zaś jednej do komina drugiej przeciwległej chałupy, przeciągają w poprzek ulicy powrósło słomiane, z kilku powiązanych z sobą złożone części. W środku owego powrósła obniżonym nieco na kształt girlandy lub festonu, uwiązują garnek napełniony żurem, lub popiołem, który chłopcy swawolni rozbijają kijami, właśnie wówczas, gdy ktoś przez ulicę pod owym powrósłem przechodzi, dla obsypania nieostrożnego przechodnia porządną dozą popiołu i sadzy”.

## Opis obchodu według Władysława Anczyca, widziany w domu gospodarza ogrodnika na Nowej Wsi pod Krakowem
„W godzinę po odejściu Zapusta, czyli księcia mantuańskiego, wyniósł ojciec gospodyni na kiju uwiązanego śledzia i woreczek z popiołem, a gospodyni wniosła miskę żuru, już postno przyprawionego. Stary potrząsając śledziem i popiołem, obchodził izbę do koła, wypędzając niby mięsopust (karnawał).
Wynoszeniu z domu śledzia i żuru towarzyszyły żartobliwe przyśpiewki i okrzyki. Śledzia, niekiedy wyciętego z drewna lub tektury, wiązano na grubym powrozie i wieszano na wierzbie nad drogą. Natomiast garnek z żurem zakopywano w ziemi lub wylewano. W krakowskim dodatkowo zakopywano garnek. Posprzątano szczątki mięsnej wieczerzy, zastawiono żur, a każdy z obecnych przynajmniej go skosztował. Osobliwszemu temu obrzędowi towarzyszył śpiew”.